# Salvatore Sirigu
Pour les articles homonymes, voir Sirigu.
Salvatore Sirigu, né le 12 janvier 1987 à Nuoro, est un footballeur international italien qui évolue au poste de gardien de but au Palerme FC.

## Biographie

### Débuts et formation
Salvatore Sirigu commence le football au Posada Calcio puis joue dans les équipes de jeunes de Siniscola, de Puri et Forti Nuoro où il est repéré par le Venise Calcio. Il évolue trois ans dans le centre formation vénitien puis rejoint, en 2005, l'US Palerme. Il est le gardien titulaire de l'équipe de jeunes du club sicilien et troisième gardien de l'équipe professionnelle.

### Carrière en club

#### US Palerme (2006-2011)

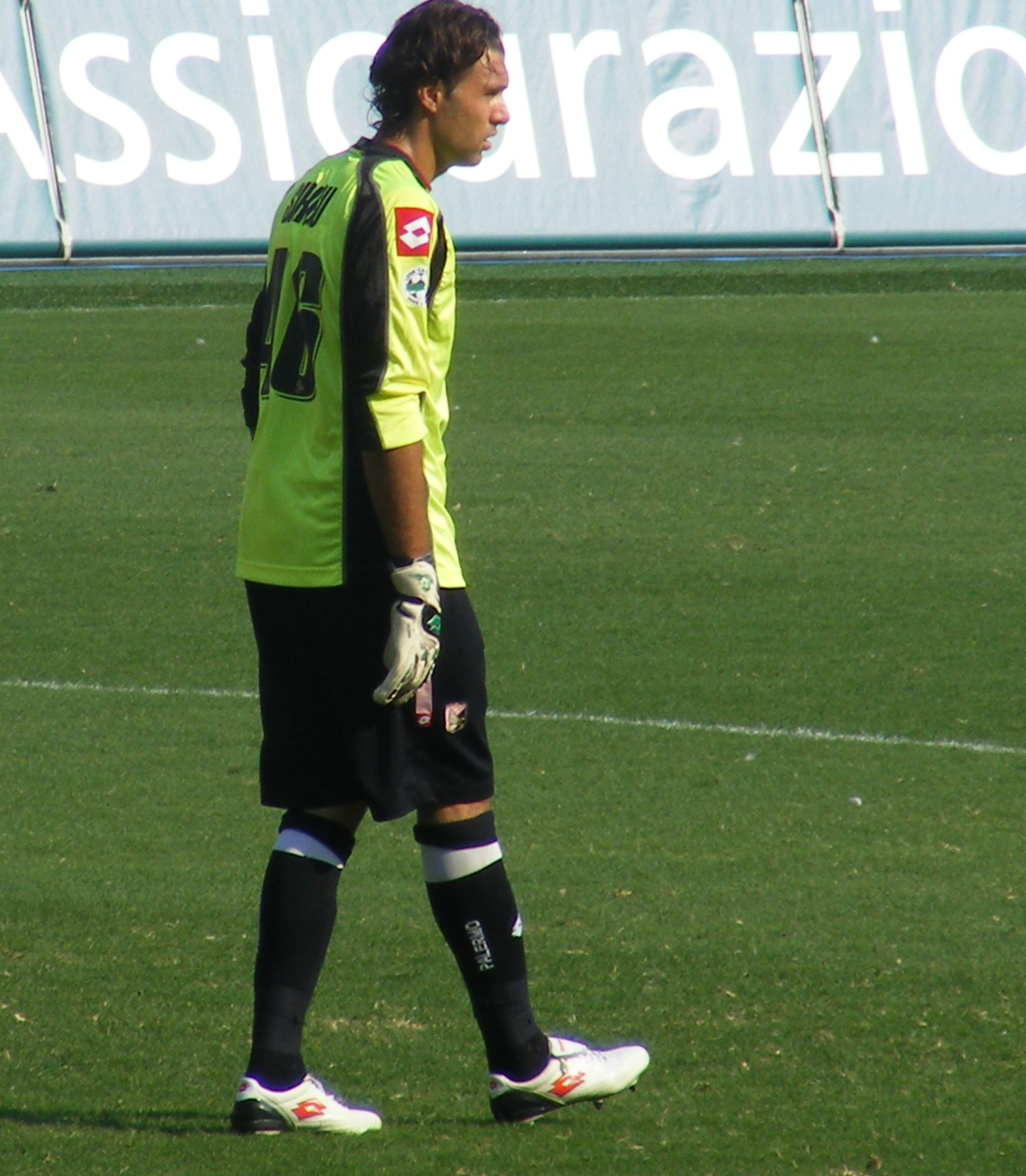
Salvatore Sirigu face à la Lazio Rome en 2009.

En 2006-2007, il fait ses débuts professionnels et dispute deux rencontres avec l'équipe première, une en Coupe d'Italie, l'autre en Coupe de l'UEFA contre les Turcs du Fenerbahçe SK où il encaisse trois buts (3-0).
Il est prêté pour la saison 2007-2008 à l'US Cremonese en Serie C1. Il joue 19 matchs de championnat et 2 en Coupe d'Italie. Il est à nouveau prêté la saison suivante, en Serie B cette fois, à l'Ancône Calcio. Il joue 15 matchs pour 24 buts encaissés dans une équipe qui ne se sauve qu'au play-out, face au Rimini Calcio (1-0, 1-1). Il retourne à l'US Palerme dès la saison suivante.
Il débute en tant que doublure du Brésilien Rubinho, tout juste transféré du Genoa CFC dans un échange avec Marco Amelia. Il débute en Serie A à la 6e journée contre la Lazio. Excellent, il va être à nouveau titulaire le match suivant et ne quittera plus le poste, poussant Rubinho à l'exil lors du mercato. Il est alors prolongé jusqu'en 2014. À la fin de la saison, il a joué 32 matchs de championnat pour sa première saison dans l'élite.

#### Paris Saint-Germain (2011-2017)
Le 28 juillet 2011, Salvatore Sirigu signe pour quatre ans au Paris Saint-Germain. L'US Palerme reçoit 3,895 millions euros pour ce transfert,. Il retrouve son coéquipier Javier Pastore, lui aussi Rosanero la saison passée. Profitant d'une blessure de Nicolas Douchez, avec qui il est en concurrence, il fait ses débuts avec le PSG lors de la première journée de championnat face au FC Lorient (défaite 1-0). Sa performance est saluée par la presse lors de la deuxième journée de Ligue 1 face au Stade rennais FC (match nul 1-1) où il effectue des arrêts décisifs. Il trouve une place de titulaire au sein de l'effectif parisien grâce à de bonnes prestations. En décembre 2011, il remporte le trophée du joueur du mois UNFP. Il participe au total cette saison à 41 matches, dont la totalité des matches de championnat ; le club parisien finit quant à lui deuxième du championnat, derrière le Montpellier HSC.

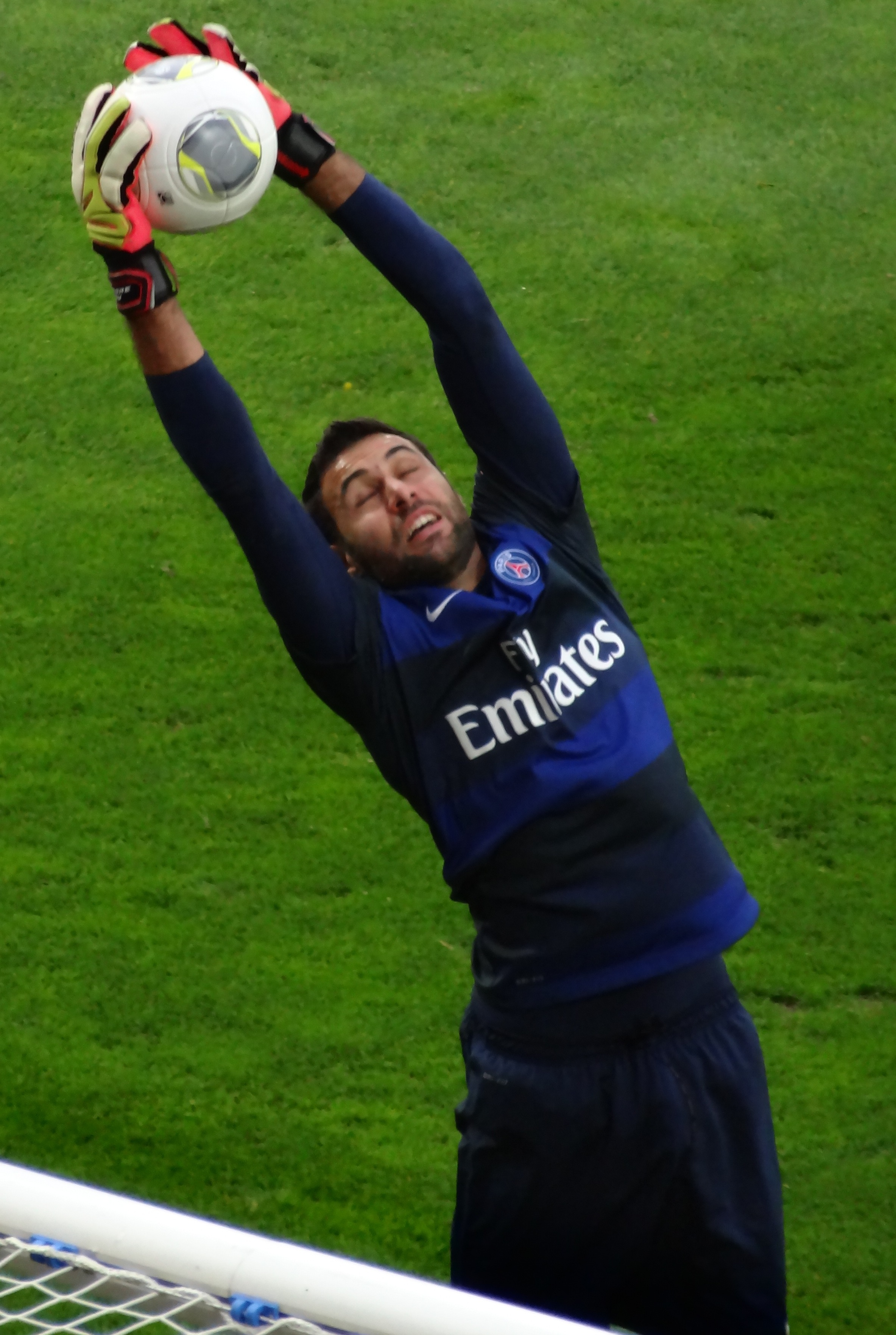
Ballon capté par Sirigu lors d'un échauffement du PSG (2013).

Le 18 septembre 2012, il dispute son premier match de Ligue des champions au Parc des Princes face au Dynamo Kiev (4-1). Fin 2012, il est élu dans l'équipe-type de Ligue 1 par le journal L'Équipe. Le 27 janvier 2013, il dépasse le record de Bernard Lama du nombre de minutes de jeu sans encaisser de but en Ligue 1 pour un gardien de but du PSG (698) face au LOSC, lors de la 22e journée du championnat. Le 15 mai 2013, à l'issue d'une saison réussie, il est officiellement champion de France avec le PSG.
De nouveau champion de France en 2014, il rencontre quelques difficultés mais reste titulaire dans les cages lors de la saison suivante. Il remporte une troisième fois la Ligue 1, ainsi que le Trophée des champions. Cependant, le PSG n'arrive pas à aller plus loin en Ligue des champions (élimination en quart) où est éliminé par le FC Barcelone. Il ne fait pas le quadruplé historique car Nicolas Douchez dispute la totalité des matchs de Coupe de France et de Coupe de la Ligue.
Lors de la saison 2015-2016, il perd sa place de titulaire au profit de Kevin Trapp. Il ne joue ainsi que quelques matchs de Ligue 1. Cependant, il est choisi pour les matchs de Coupe de France et de Coupe de la Ligue. Le 19 avril 2016, il permet au Paris Saint-Germain d'accéder à la finale de la Coupe de France. Il réalise, en effet, une double parade décisive face aux joueurs de Lorient, avant que son coéquipier Zlatan Ibrahimović n'inscrive le but de la victoire. Le 23 avril, il remporte la Coupe de la Ligue face au LOSC sur le score de 2 à 1.
En manque de temps de jeu et barré par Kevin Trapp et Alphonse Areola à l'aube de la saison 2017-2018, il résilie son contrat avec le PSG le 26 juin 2017.

#### Séville (2016-2017)
En août 2016, à la suite du retour d'Alphonse Areola et l'arrivée d'Unai Emery comme entraîneur, il passe numéro trois dans la hiérarchie des gardiens. Il est alors prêté un an au FC Séville sans option d'achat. Le 24 septembre 2016, pour son deuxième match avec le club andalou, il est expulsé en fin de partie contre Bilbao, à la suite d'un coup de coude sur Aritz Aduriz (défaite 3-1). Il perd alors la confiance de l'entraîneur Jorge Sampaoli.

#### Osasuna (2017)
Le 30 janvier 2017, alors qu'il n'a eu que très peu de temps de jeu à Séville, il rejoint Osasuna en prêt (sans option d'achat), jusqu'à la fin de la saison. Dans une équipe en grandes difficultés et qui terminera reléguée, il retrouve du temps de jeu, en disputant la plupart des matchs.

#### Torino (2017-2021)
Le 27 juin 2017, il s'engage avec le Torino FC. Le 11 août 2017, il dispute son tout premier match avec le club turinois (victoire 7-1 contre Trapani). À l'issue de sa première saison dans le Piémont, son équipe se classe neuvième de Serie A, sous les ordres de Siniša Mihajlović. Ce dernier est ensuite remplacé par Walter Mazzarri en 2018-2019. Le club se classe alors septième de Serie A et rejoint la Ligue Europa. Le 26 janvier 2020 face à une Atalanta toujours en course en Ligue des champions, le Torino explose et Sirigu encaisse sept buts durant la rencontre (0-7) au stadio Olimpico.

#### Genoa (2021-2022)
Le 3 août 2021, Sirigu s'engage libre avec le Genoa. Pour son premier match sous ses nouvelles couleurs, il encaisse quatre buts contre le champion en titre, l'Inter Milan.
Malheureusement pour lui et son équipe il est relégué en Serie B le 16 mai 2022 en finissant à la 19e place.

#### Napoli (2022-2023)
Libre de tout contrat, il s'engage au Napoli pour une saison plus une autre en option. Il devient le gardien n°2 du club.

#### Fiorentina (2023)
Le 25 janvier 2023, il s'engage à la Fiorentina jusqu'à la fin de la saison plus une autre en option. Fin-mars, il doit être opéré à la suite d'une rupture du tendon d'Achille.

#### OGC Nice puis Fatih Karagümrük (2023-2024)
Il s'engage avec l'OGC Nice en septembre 2023. Il quitte le club en janvier 2024 pour la Turquie et le club du Fatih Karagümrük.

#### Retour à Palerme (2024)
En août 2024, à l'âge de 37 ans, il revient à Palerme où il signe un contrat pour une saison dans le club de Série B.

### En équipe d'Italie

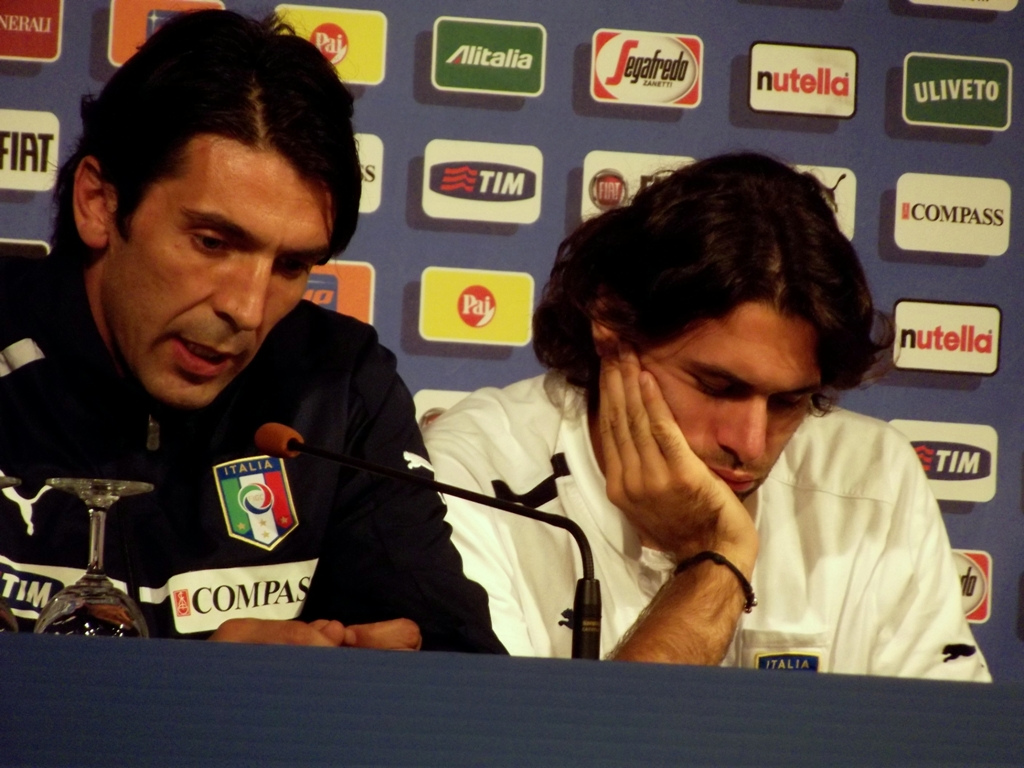
Gianluigi Buffon et Salvatore Sirigu lors d'une conférence de presse en 2012.

En février 2010, et après avoir expérimenté les équipes internationales jeunes, il est convoqué par Marcello Lippi pour le match amical de la Squadra Azzurra contre le Cameroun. Toutefois, il ne joue pas.
Le 11 mai 2010, alors que Marcello Lippi annonce sa liste de 30 joueurs pour la Coupe du monde 2010, Sirigu en fait partie, derrière Gianluigi Buffon, Federico Marchetti et Morgan De Sanctis, il figure donc quatrième gardien et est naturellement écarté de la liste des 23. Après l'échec de l'équipe d'Italie à la Coupe du monde 2010, Sirigu est appelé par le nouveau sélectionneur Cesare Prandelli en tant que numéro 1 pour pallier les blessures de Gianluigi Buffon et Federico Marchetti dans une équipe rajeunie en vue des prochaines échéances. Il y fait donc ses débuts le 11 août 2010 dans le match amical contre la Côte d'Ivoire.
Il obtient sa deuxième cape le 3 septembre 2010 à l'occasion du match Estonie-Italie joué dans le cadre des éliminatoires de l'Euro 2012. Dans une équipe fortement remaniée, Salvatore Sirigu est souvent mis en difficultés par les attaquants estoniens et l'Italie ne s'impose que sur le score de 2-1.
Il est maintenant, comme l'a annoncé Cesare Prandelli, la doublure de Gianluigi Buffon dans les cages de la Squadra Azzurra. Il passe devant Federico Marchetti victime de mauvaises performances et d'une saison blanche en club.
Le 14 juin 2014, il joue son premier match de Coupe du monde, en lieu et place d'un Buffon légèrement blessé. L'Italie s'impose à Manaus 2 buts à 1 face à l'Angleterre de Roy Hodgson. Néanmoins c'est Buffon qui sera titularisé lors des deux rencontres suivantes au cours desquelles l'Italie s'incline face au Costa Rica et à l'Uruguay.
Lors de l'Euro 2016, Sirigu garde les cages italiennes lors du match de groupe contre l'Irlande, à Villeneuve-d'Ascq (défaite 0-1).
| Matchs internationaux de Salvatore Sirigu | Matchs internationaux de Salvatore Sirigu | Matchs internationaux de Salvatore Sirigu      | Matchs internationaux de Salvatore Sirigu | Matchs internationaux de Salvatore Sirigu | Matchs internationaux de Salvatore Sirigu | Matchs internationaux de Salvatore Sirigu                      |
|                                           | Date                                      | Lieu                                           | Adversaire                                | Résultat                                  | Compétition                               | Notes                                                          |
| ----------------------------------------- | ----------------------------------------- | ---------------------------------------------- | ----------------------------------------- | ----------------------------------------- | ----------------------------------------- | -------------------------------------------------------------- |
| 1.                                        | 10 août 2010                              | Boleyn Ground, Londres, Angleterre             | Côte d'Ivoire                             | 0-1                                       | Match amical                              | Titulaire                                                      |
| 2.                                        | 3 septembre 2010                          | A. Le Coq Arena, Tallinn, Estonie              | Estonie                                   | 1-2                                       | Éliminatoires de l'Euro 2012              | Titulaire                                                      |
| 3.                                        | 15 août 2012                              | Stade de Suisse, Berne, Suisse                 | Angleterre                                | 2-1                                       | Match amical                              | Titulaire                                                      |
| 4.                                        | 14 novembre 2012                          | Stade Ennio-Tardini, Parme, Italie             | France                                    | 1-2                                       | Match amical                              | Titulaire                                                      |
| 5.                                        | 31 mai 2013                               | Stade Renato-Dall'Ara, Bologne, Italie         | Saint-Marin                               | 4-0                                       | Match amical                              | Titulaire                                                      |
| 6.                                        | 11 juin 2013                              | Stade São Januário, Rio de Janeiro, Brésil     | Haïti                                     | 2-2                                       | Match amical                              | Titulaire, remplacé à la mi-temps par Federico Marchetti       |
| 7.                                        | 18 novembre 2013                          | Craven Cottage, Londres, Angleterre            | Nigeria                                   | 2-2                                       | Match amical                              | Titulaire                                                      |
| 8.                                        | 31 mai 2014                               | Craven Cottage, Londres, Angleterre            | République d'Irlande                      | 0-0                                       | Match amical                              | Titulaire                                                      |
| 9.                                        | 15 juin 2014                              | Arena da Amazônia, Manaus, Brésil              | Angleterre                                | 1-2                                       | Coupe du monde 2014                       | Titulaire                                                      |
| 10.                                       | 5 septembre 2014                          | Stade San Nicola, Bari, Italie                 | Pays-Bas                                  | 2-0                                       | Match amical                              | Titulaire                                                      |
| 11.                                       | 18 novembre 2014                          | Stade Luigi-Ferraris, Gênes, Italie            | Albanie                                   | 1-0                                       | Match amical                              | Titulaire, remplacé à la 73e par Mattia Perin                  |
| 12.                                       | 28 mars 2015                              | Stade national Vassil-Levski, Sofia, Bulgarie  | Bulgarie                                  | 2-2                                       | Éliminatoires de l'Euro 2016              | Titulaire                                                      |
| 13.                                       | 12 juin 2015                              | Stade de Poljud, Split, Croatie                | Croatie                                   | 1-1                                       | Éliminatoires de l'Euro 2016              | Remplaçant, entré à la mi-temps à la place de Gianluigi Buffon |
| 14.                                       | 16 juin 2015                              | Stade de Genève, Genève, Suisse                | Portugal                                  | 0-1                                       | Match amical                              | Titulaire                                                      |
| 15.                                       | 17 novembre 2015                          | Stade Renato-Dall'Ara, Bologne, Italie         | Roumanie                                  | 2-2                                       | Match amical                              | Remplaçant, entré à la 69e à la place de Gianluigi Buffon      |
| 16.                                       | 6 juin 2016                               | Stade Marcantonio-Bentegodi, Vérone, Italie    | Finlande                                  | 2-0                                       | Match amical                              | Titulaire                                                      |
| 17.                                       | 22 juin 2016                              | Stade Pierre-Mauroy, Villeneuve-d'Ascq, France | République d'Irlande                      | 0-1                                       | Euro 2016                                 | Titulaire                                                      |
| 18.                                       | 1er juin 2018                             | Allianz Riviera, Nice, France                  | France                                    | 3-1                                       | Match amical                              | Titulaire                                                      |

## Statistiques
| Saison                | Club                  | Championnat           | Championnat | Championnat | Coupe nationale | Coupe nationale | Coupe de la Ligue | Coupe de la Ligue | Supercoupe | Supercoupe | Compétition(s) continentale(s) | Compétition(s) continentale(s) | Compétition(s) continentale(s) | Italie | Italie | Total | Total |
| Saison                | Club                  | Division              | M.          | B.          | M.              | B.              | M.                | B.                | M.         | B.         | Comp.                          | M.                             | B.                             | M.     | B.     | M.    | B.    |
| 2006-2007             | US Palerme            | Serie A               | -           | -           | 1               | 0               | -                 | -                 | -          | -          | C3                             | 1                              | 0                              | -      | -      | 2     | 0     |
| 2009-2010             | US Palerme            | Serie A               | 32          | 0           | 1               | 0               | -                 | -                 | -          | -          | -                              | -                              | -                              | -      | -      | 33    | 0     |
| 2010-2011             | US Palerme            | Serie A               | 37          | 0           | 5               | 0               | -                 | -                 | -          | -          | C3                             | 3                              | 0                              | 2      | 0      | 47    | 0     |
| Sous-total            | Sous-total            | Sous-total            | 69          | 0           | 7               | 0               | -                 | -                 | -          | -          | -                              | 4                              | 0                              | 2      | 0      | 82    | 0     |
| 2007-2008             | US Crémone (prêt)     | Serie C               | 19          | 0           | 2               | 0               | -                 | -                 | -          | -          | -                              | -                              | -                              | -      | -      | 21    | 0     |
| Sous-total            | Sous-total            | Sous-total            | 19          | 0           | 2               | 0               | -                 | -                 | -          | -          | -                              | -                              | -                              | -      | -      | 21    | 0     |
| 2008-2009             | AC Ancône (prêt)      | Serie B               | 15          | 0           | -               | -               | -                 | -                 | -          | -          | -                              | -                              | -                              | -      | -      | 15    | 0     |
| Sous-total            | Sous-total            | Sous-total            | 15          | 0           | -               | -               | -                 | -                 | -          | -          | -                              | -                              | -                              | -      | -      | 15    | 0     |
| 2011-2012             | Paris Saint-Germain   | Ligue 1               | 38          | 0           | 2               | 0               | -                 | -                 | -          | -          | C3                             | 1                              | 0                              | -      | -      | 41    | 0     |
| 2012-2013             | Paris Saint-Germain   | Ligue 1               | 33          | 0           | -               | -               | -                 | -                 | -          | -          | C1                             | 10                             | 0                              | 4      | 0      | 47    | 0     |
| 2013-2014             | Paris Saint-Germain   | Ligue 1               | 37          | 0           | -               | -               | 1                 | 0                 | 1          | 0          | C1                             | 10                             | 0                              | 3      | 0      | 52    | 0     |
| 2014-2015             | Paris Saint-Germain   | Ligue 1               | 34          | 0           | -               | -               | -                 | -                 | 1          | 0          | C1                             | 10                             | 0                              | 5      | 0      | 50    | 0     |
| 2015-2016             | Paris Saint-Germain   | Ligue 1               | 3           | 0           | 6               | 0               | 3                 | 0                 | -          | -          | C1                             | -                              | -                              | 3      | 0      | 15    | 0     |
| Sous-total            | Sous-total            | Sous-total            | 145         | 0           | 8               | 0               | 4                 | 0                 | 2          | 0          | -                              | 31                             | 0                              | 15     | 0      | 205   | 0     |
| 2016-2017             | Séville FC (prêt)     | Liga                  | 2           | 0           | 1               | 0               | -                 | -                 | -          | -          | C1                             | -                              | -                              | -      | -      | 3     | 0     |
| Sous-total            | Sous-total            | Sous-total            | 2           | 0           | 1               | 0               | -                 | -                 | -          | -          | -                              | -                              | -                              | -      | -      | 3     | 0     |
| 2016-2017             | CA Osasuna (prêt)     | Liga                  | 18          | 0           | -               | -               | -                 | -                 | -          | -          | -                              | -                              | -                              | -      | -      | 18    | 0     |
| Sous-total            | Sous-total            | Sous-total            | 18          | 0           | -               | -               | -                 | -                 | -          | -          | -                              | -                              | -                              | -      | -      | 18    | 0     |
| 2017-2018             | Torino FC             | Serie A               | 37          | 0           | 1               | 0               | -                 | -                 | -          | -          | -                              | -                              | -                              | 1      | 0      | 39    | 0     |
| 2018-2019             | Torino FC             | Serie A               | 36          | 0           | 2               | 0               | -                 | -                 | -          | -          | -                              | -                              | -                              | 4      | 0      | 42    | 0     |
| 2019-2020             | Torino FC             | Serie A               | 36          | 0           | 2               | 0               | -                 | -                 | -          | -          | C3                             | 6                              | 0                              | 2      | 0      | 46    | 0     |
| 2020-2021             | Torino FC             | Serie A               | 32          | 0           | -               | -               | -                 | -                 | -          | -          | -                              | -                              | -                              | 4      | 0      | 36    | 0     |
| Sous-total            | Sous-total            | Sous-total            | 141         | 0           | 5               | 0               | -                 | -                 | -          | -          | -                              | 6                              | 0                              | 11     | 0      | 163   | 0     |
| 2021-2022             | Genoa CFC             | Serie A               | 37          | 0           | -               | -               | -                 | -                 | -          | -          | -                              | -                              | -                              | -      | -      | 37    | 0     |
| Sous-total            | Sous-total            | Sous-total            | 37          | 0           | 0               | 0               | 0                 | 0                 | 0          | 0          | -                              | 0                              | 0                              | 0      | 0      | 37    | 0     |
| 2022-2023             | SSC Naples            | Serie A               | 0           | 0           | -               | -               | -                 | -                 | -          | -          | -                              | -                              | -                              | -      | -      | 0     | 0     |
| 2022-2023             | ACF Fiorentina        | Serie A               | 1           | 0           | -               | -               | -                 | -                 | -          | -          | C4                             | 1                              | 0                              | -      | -      | 2     | 0     |
| Sous-total            | Sous-total            | Sous-total            | 1           | 0           | 0               | 0               | 0                 | 0                 | 0          | 0          | -                              | 1                              | 0                              | 0      | 0      | 2     | 0     |
| 2023-2024             | OGC Nice              | Ligue 1               | 0           | 0           | -               | -               | -                 | -                 | 0          | 0          | -                              | 0                              | 0                              | 0      | 0      | 0     | 0     |
| 2023-2024             | Fatih Karagümrük      | Süper Lig             | 0           | 0           | -               | -               | -                 | -                 | 0          | 0          | -                              | 0                              | 0                              | 0      | 0      | 0     | 0     |
| Total sur la carrière | Total sur la carrière | Total sur la carrière | 446         | 0           | 23              | 0               | 4                 | 0                 | 2          | 0          | -                              | 42                             | 0                              | 28     | 0      | 545   | 0     |

## Palmarès

### Palmarès
| US Palerme                          | Paris Saint-Germain Football Club (12) | Italie (1) |
| ----------------------------------- | --- | --- |
| - Coupe d'Italie - Finaliste : 2011 | - Championnat de France (4) - Vainqueur : 2013, 2014, 2015 et 2016 - Coupe de la Ligue (3) - Vainqueur : 2014, 2015 et 2016 - Trophée des champions (3) - Vainqueur : 2013, 2014 et 2015 - Coupe de France (2) - Vainqueur : 2015 et 2016 | - Championnat d’Europe (1) - Vainqueur : 2020 - Finaliste : 2012 - Coupe des confédérations - Troisième : 2013 - Ligue des nations de l'UEFA - Troisième : 2021 |

### Récompenses individuelles
Après avoir remporté le Trophée du joueur du mois UNFP en décembre 2011 et en janvier 2013, il est élu meilleur gardien de but de la saison de Ligue 1 au Trophée UNFP en 2013 et 2014. Il fait également partie de l'équipe-type de Ligue 1 aux trophées UNFP de 2013 et 2014. 
Lors de la 22e journée de la saison 2012-2013, il dépasse le record de Bernard Lama du nombre de minutes de jeu sans encaisser de but en Ligue 1 (698) pour un gardien du PSG, face au LOSC. Sa série d'invincibilité s'arrête le 8 février lors de la 24e journée de Ligue 1, face au SC Bastia (3-1 au Parc) et le but de Wahbi Khazri. Il aura tenu 948 minutes sans encaisser le moindre but en championnat.
Membre de l'équipe-type de l'ère qatarie du Paris Saint-Germain par L'Équipe en 2018